# 泰奧多爾·傑利柯

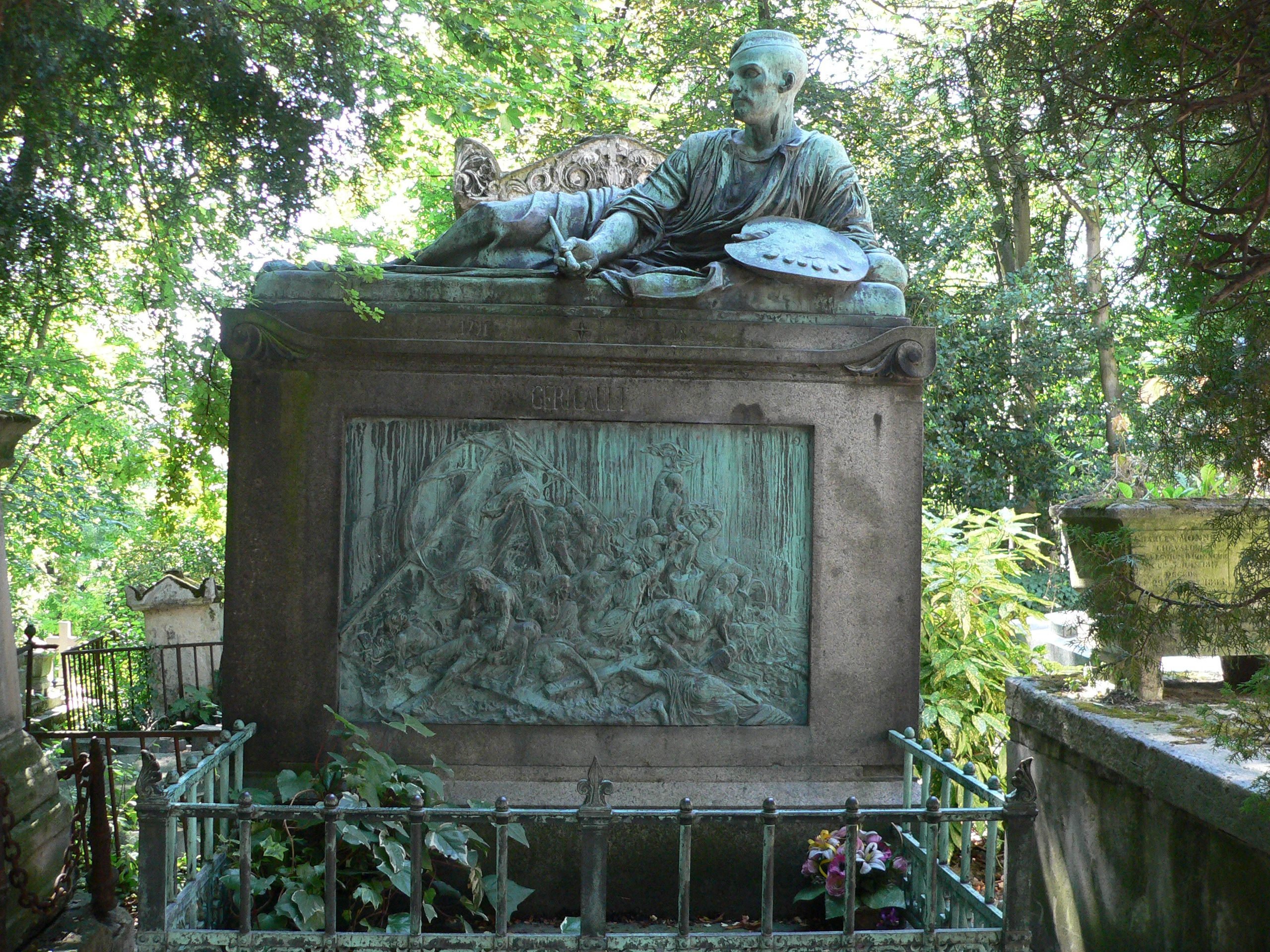
傑利柯墓和墓碑上的雕像

讓-路易·安德烈·泰奧多爾·傑利柯（法語：Jean-Louis André Théodore Géricault，法語發音：[ʒɑ̃ lwi ɑ̃dʁe teɔdɔʁ ʒeʁiko]；1791年9月26日—1824年1月26日）是法國浪漫主義畫派的先驅，對浪漫主義畫派和現實主義畫派的發展有重要影響。

## 生平
泰奧多爾·傑利柯出生于法國魯昂，曾師從卡勒·韋爾内及皮埃尔·纳西斯·格林學畫。但不久就離開教室前往羅浮宮自己揣摩各名家作品，1810年至15年間曾臨摹過提香、魯本斯、倫勃朗和委拉斯凱玆的作品，發展出了他認爲不同于新古典主義的藝術風格。後來又曾在凡爾賽學習解剖學、畫馬。
傑利柯善於描繪體育運動題材，早期描繪大型巴洛克風格的巨幅畫，創作了一批軍事題材的繪畫，構圖有強烈的運動感。早期代表作為《一個輕騎兵》，描繪了騎士和馬的運動感。1816年訪問意大利，到了佛羅倫薩和羅馬，甚為欣賞米開朗基羅的風格。1818年他創作了著名的《梅杜薩之筏》，描繪了梅杜薩號船遇難後，殘存的人們在木筏上漂流多日，遇到遠方船隻後呼救的情景。這幅畫以它三角型的構圖和豐富的色彩，表達了強烈的震撼力，成為浪漫主義畫派的開山作品。
在1821年回到法國後，他描繪了五幅精神偏執狂人的肖像，探究人類在異常狀態下的精神表現，這幾幅作品的題材在繪畫史上非常罕見，對後期現實主義畫派的出現有很大的影響。
由於意外落馬事故和慢性結核感染病發，在經歷了長時間的痛苦後，於1824年在巴黎去世。

## 作品

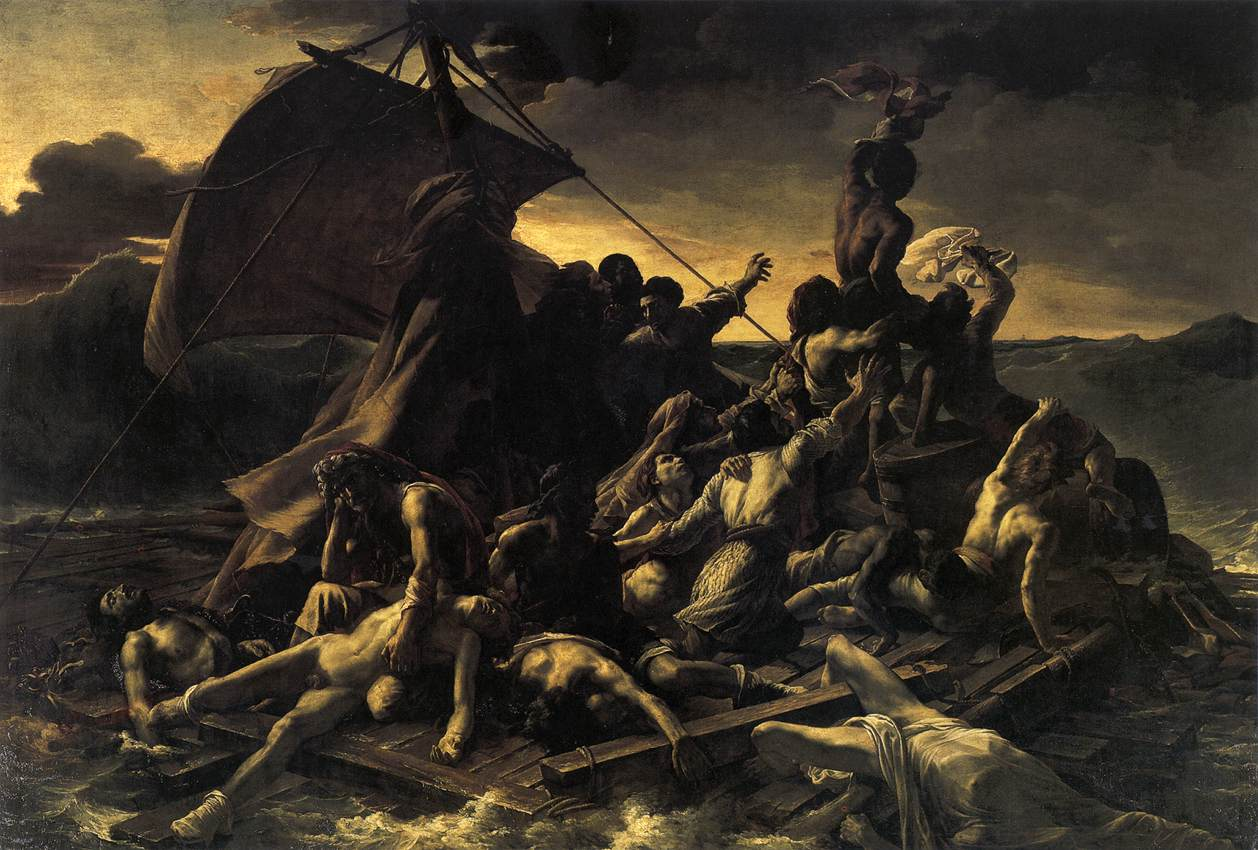
《梅杜薩之筏》(Le Radeau de la Méduse)，1818年–1819年，收藏於羅浮宮
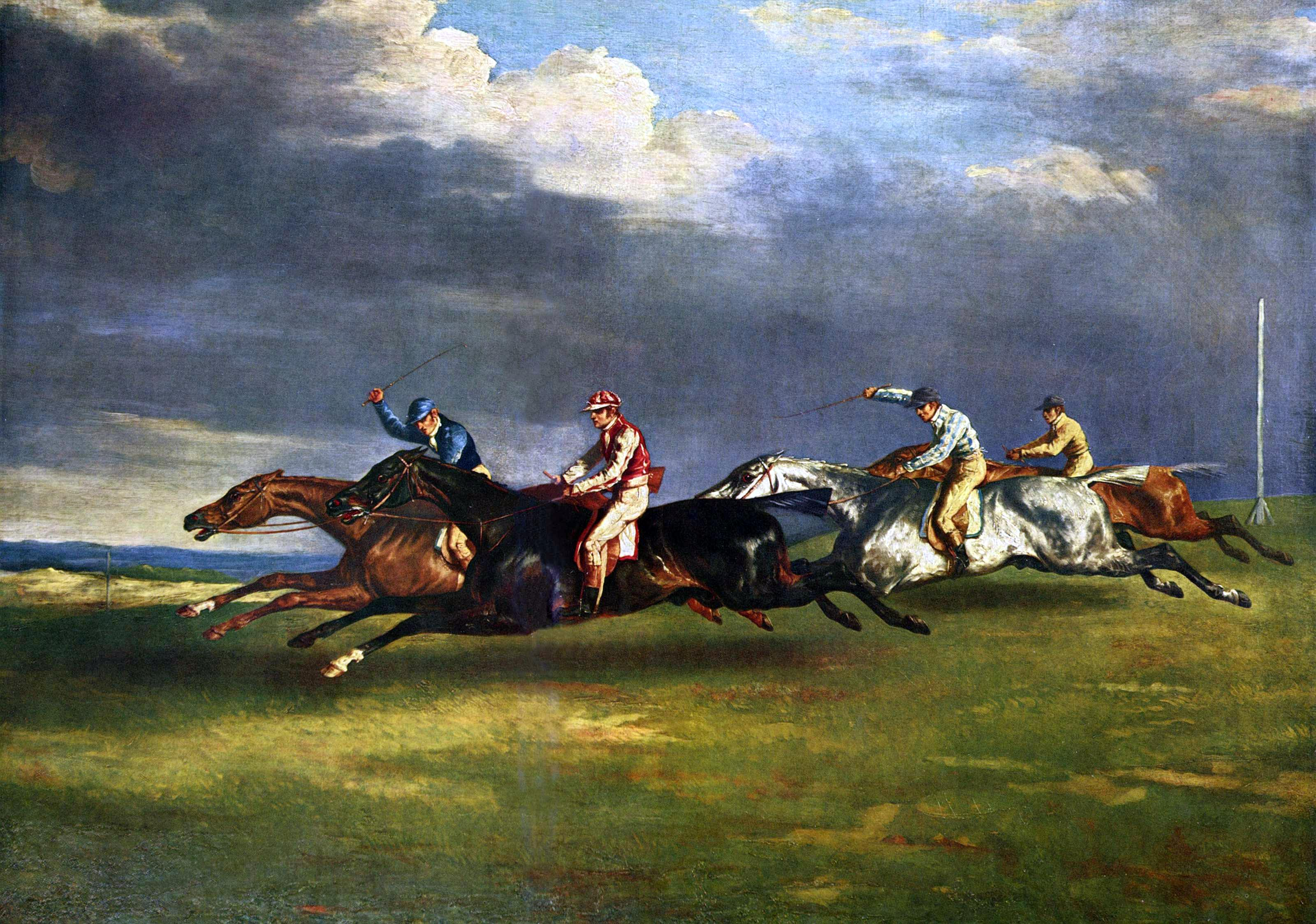
《艾普森的賽馬》(The Derby at Epson)，1821年，收藏於羅浮宮
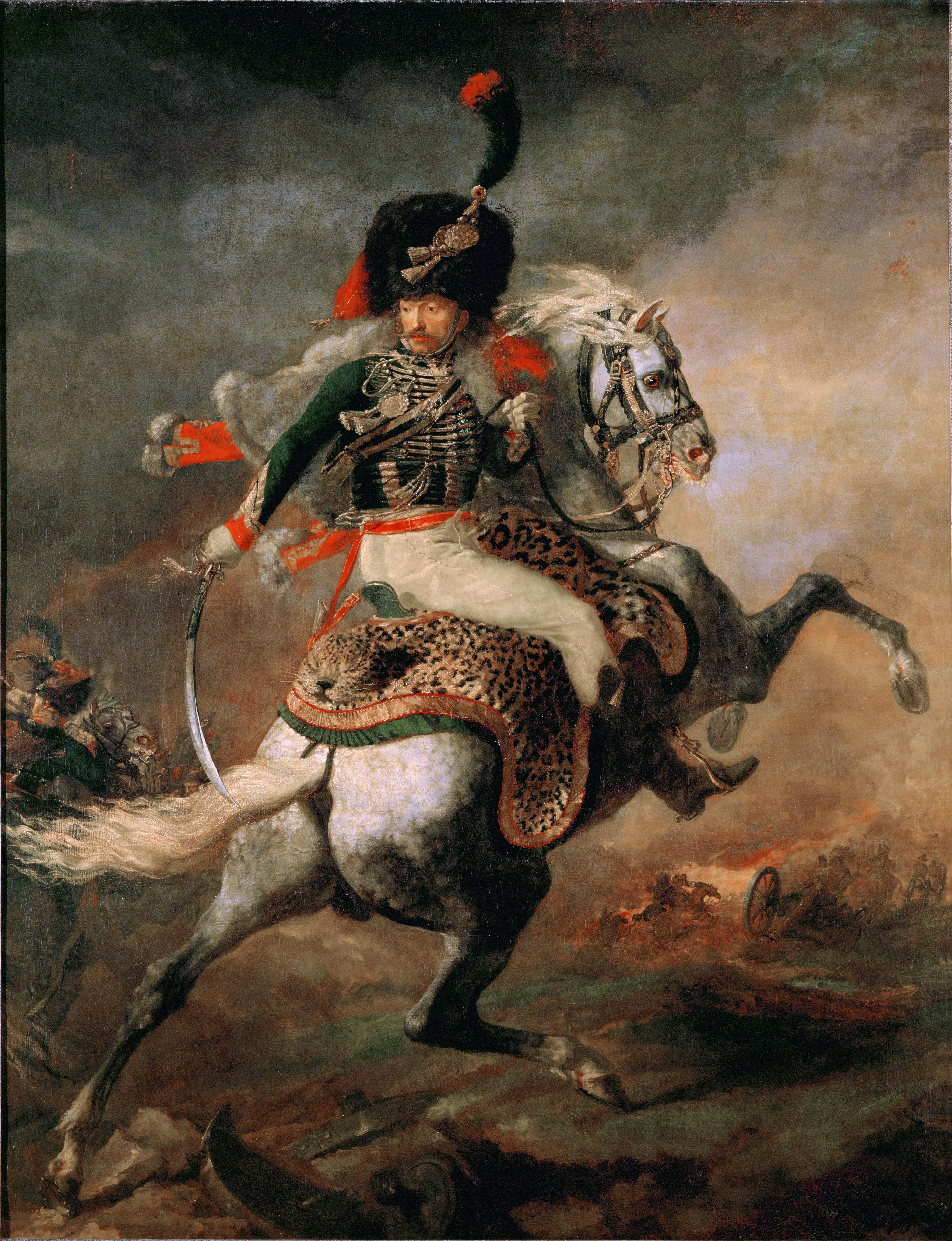
《皇家衛隊的騎兵軍官》(An Officer of the Imperial Horse Guards Charging)，1812年，收藏於羅浮宮
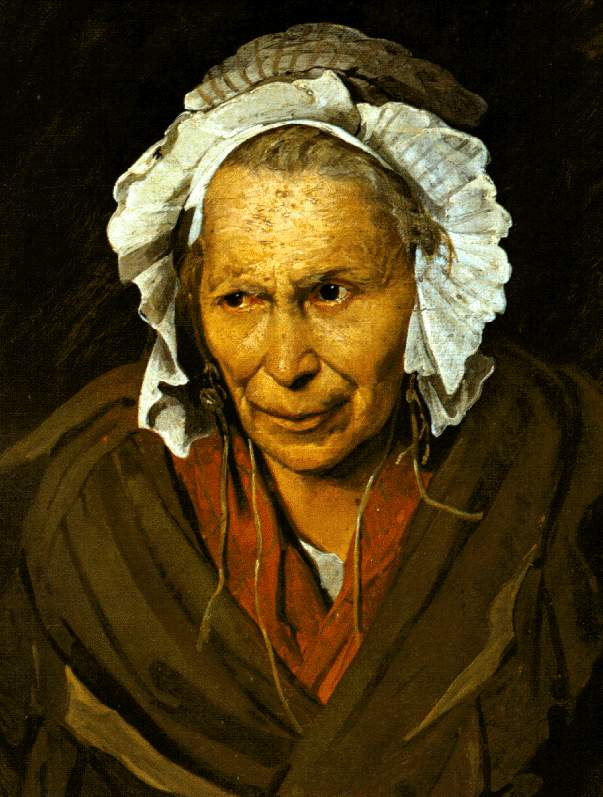
《患嫉妒偏執狂的女精神病患者》(Portrait of a Woman Suffering from Obsessive Envy)，1822年–1823年，收藏於里昂美術館

## 延伸阅读
- Ciofalo, John J. The Raft: A Play about the Tragic Life of Théodore Géricault. (2009)
- Eitner, Lorenz. "Introduction", Theodore Gericault. Salander-O'Reilly, 1987
- Wheelock Whitney. Gericault in Italy. Yale University Press, New Haven/London, 1997
- Riding, Christine. "The Raft of the Medusa in Britain", Crossing the Channel: British and French Painting in the Age of Romanticism. Tate Publishing, 2003

## 外部連結
- Chisholm, Hugh (编). .  11 (第11版). London: Cambridge University Press: 768. 1911.
- The Zurich Sketchbook by Théodore Géricault （页面存档备份，存于）